# ティム・スコット
ティモシー（ティム）・ユージン・スコット（Timothy Eugene"Tim" Scott、1965年9月19日 -） は、アメリカ合衆国の政治家・実業家。2010年から2013年まで、サウスカロライナ州選出の連邦下院議員を務めた。スコットは1897年以来初のサウスカロライナ州でのアフリカ系共和党下院議員であった。2013年からは連邦上院議員を務めている。2024年現在、共和党唯一のアフリカ系連邦上院議員である。

## 人物
1965年9月19日にサウスカロライナ州ノースチャールストンの貧しい地域で生まれ育つ。7歳の時に両親が離婚し、看護師の助手として1日16時間も働く母親の元で育つ。またドイツに駐留するアメリカ陸軍将校の兄がいる。
1988年にチャールストン・サザン大学で政治学の学士号を取得し、卒業した。大学卒業後はドアツードアで保険を売る専門のビジネス活動を始め、ティム・スコット全州保険（Tim Scott Allstate Insurance）は成功した保険会社に発展する。また彼はパスウェイ不動産グループのパートナーでもある。
1995年、ノースチャールストンの市長になる為に郡議会議員を辞職したキース・サメイの後任として、チャールストン郡議会の全郡選挙区で当選する。
1996年には州上院選に出馬したが、民主党現職のロバート・フォードに敗れ落選した。しかし、2000年と2004年には郡議会議員として再選を果たす。彼は1995年から2008年まで郡議会議員を務め、2007年からは議長に就任した。2008年に共和党のサウスカロライナ州のトム・ダンツラー下院議員が引退した。彼は立候補して選挙に勝利し、共和党所属の黒人として初めて州下院議員となる。
2010年にサウスカロライナ州選出の共和党のヘンリー・ブラウン連邦下院議員の引退によって空いた議席を獲得する為、共和党予備選挙に出馬した。アラスカ州のサラ・ペイリン元知事らティーパーティー運動の支持を受け、予備選挙でストロム・サーモンド上院議員の息子であるポール・サーモンド候補に勝利。さらに、本選挙では民主党候補のベン・フレイザーを破って下院議員に当選した。1896年から1897年にサウスカロライナ州選出の連邦下院議員を務めたジョージ・ワシントン・マレー以来のサウスカロライナ州共和党初の黒人議員の誕生であった。下院では、中小企業委員会と運輸委員会に所属していた。彼は財政保守や社会保守の立場から、リベラル組織の連邦議会黒人幹部会への参加を拒否している。彼は妊娠中絶・同性結婚や幹細胞研究、バラク・オバマ大統領の医療保険制度改革などに反対している。
2012年12月17日に、サウスカロライナ州選出のジム・デミント上院議員が辞職した為、彼はデミントの代わりの上院議員として当時のサウスカロライナ州知事であったニッキー・ヘイリーによって任命された。
2020年アメリカ合衆国大統領選挙では、共和党唯一のアフリカ系上院議員として基調演説を務めた。
2023年5月22日、翌年の大統領選挙の共和党の候補指名獲得を目指し、立候補する意向を表明したが11月12日、今はその時ではないとして選挙戦からの撤退を表明。翌2024年1月19日にはドナルド・トランプ前大統領を支持すると表明した。